# Campeonato Paulista 1967
In 1967 werd het 66ste Campeonato Paulista gespeeld voor clubs uit de Braziliaanse staat São Paulo. De competitie werd georganiseerd door de FPF en werd gespeeld van 2 juli tot 21 december. Santos werd kampioen.

## Eindstand
| Plaats | Club                | Wed. | W  | G | V  | Saldo | Ptn. |
| ------ | ------------------- | ---- | -- | - | -- | ----- | ---- |
| 1.     | São Paulo           | 26   | 16 | 9 | 1  | 53:15 | 41   |
| 2.     | Santos              | 26   | 16 | 9 | 1  | 61:32 | 41   |
| 3.     | Corinthians         | 26   | 15 | 7 | 4  | 54:25 | 37   |
| 4.     | Palmeiras           | 26   | 14 | 7 | 5  | 43:35 | 35   |
| 5.     | Portuguesa          | 26   | 12 | 5 | 9  | 40:36 | 29   |
| 6.     | Ferroviária         | 26   | 9  | 6 | 11 | 26:28 | 24   |
| 7.     | América             | 26   | 9  | 5 | 12 | 41:42 | 23   |
| 8.     | Guarani             | 26   | 8  | 5 | 13 | 34:36 | 21   |
| 9.     | Comercial           | 26   | 9  | 2 | 15 | 35:53 | 20   |
| 10.    | Botafogo            | 26   | 7  | 6 | 13 | 38:55 | 20   |
| 11.    | São Bento           | 26   | 6  | 8 | 12 | 25:38 | 20   |
| 12.    | Portuguesa Santista | 26   | 7  | 5 | 14 | 24:38 | 19   |
| 13.    | Juventus            | 26   | 6  | 6 | 14 | 27:43 | 18   |
| 14.    | Prudentina          | 26   | 6  | 4 | 16 | 26:51 | 16   |

|  | Finale om de titel |
|  | Degradatie         |

## Finale
|                    |                               |       |           |                                          |
| 21 december Finale | Santos                        | 2 – 1 | São Paulo | Pacaembu, São Paulo Toeschouwers: 43.627 |
| 21 december Finale | Edu 10' Toninho Guerreiro 12' |       | 88' Babá  | Pacaembu, São Paulo Toeschouwers: 43.627 |

### Kampioen
| Campeonato Paulista de 1967 |
| São Paulo                   |
| --------------------------- |
| SANTOS Kampioen (10° titel) |

## Topschutter
| Speler            | Speler | Goals | Club        |
| ----------------- | ------ | ----- | ----------- |
| Vlag van Brazilië | Flávio | 21    | Corinthians |